# Джаки Браун (порнографска актриса)
Вижте пояснителната страница за други личности с името Джаки Браун.
Джаки Браун (на английски: Jackie Brown) е артистичен псевдоним на бившата американска порнографска актриса Томинека Бабърс (Tommineka Babers).

## Биография
Томинека Бабърс е родена на 30 март 1988 година в град Хюстън, Тексас. Дебютира като актриса в порнографската индустрия през 2006 година, когато е на 18-годишна възраст.